# 何梦然
何梦然（1207年—1267年），字子是，婺州东阳县南上湖（今浙江省东阳市）人。南宋大臣，宋理宗时参知政事。出自东阳何氏，嘉泰二年（1202年）进士、赠太师、惠国公何逵之子。

## 生平
何梦然幼习明经，擅长《周礼》，与哥哥何梦申共同注释《周礼》。所著《周礼义》，宋濂作《题东阳二何君〈周礼〉义后》。宋理宗淳祐四年（1244年）何梦然中甲辰科进士。初任南康军教授，转任临安府学教授，没有赴任。宝祐元年（1253年）春，担任国子监书库官；同年冬，转任国子正；历任太学博士、国子博士、国子丞。宝祐五年（1257年）春，任秘书丞兼右曹郎官。同年夏，兼庄文府教授。同年秋，外放任安吉知州。何梦然受命处理高斯得贪污，对高斯得倍加凌辱。开庆元年（1259年）秋，转任国子司业。景定元年（1260年）春，兼玉牒所检讨官，转任军器监；同年夏，任秘书监，再任殿中侍御史兼侍讲；同年秋，升任侍御史。何梦然作为贾似道一党，和监察御史孙附凤等被贾似道策动弹劾异己。景定二年（1261年）春，任右谏议大夫兼侍讲；四月乙未，右谏议大夫何梦然任端明殿大学士、签书枢密院事，兼太子宾客，兼同提举编修《经武要略》，封东阳郡开国公，食邑四百户，实俸一百户。十月丙午，何梦然同知枢密院事。十二月甲午，何梦然兼参知政事。景定四年（1263年）贾似道想要致辞，让何梦然等人上疏挽留。三月庚子，兼知枢密院事；九月甲午，何梦然以正奉大夫知枢密院事，兼参知政事，食邑三千六百户，实俸九百户。景定五年（1264年）四月乙丑，他和马天骥被弹劾罢职，五月，以资政殿大学士知建宁府。后来告老，宋理宗加何梦然资政殿大学士，宋度宗咸淳三年（1267年）何梦然卒，赠太傅。文天祥作《谢何枢密启》，感谢何梦然对自己的赏识。